# Claude Arnulphy
Claude Arnulphy, stavas även Arnulphi, född 1697, död 22 juni 1786, var en fransk målare av huvudsakligen porträtt, verksam i Aix-en-Provence i sydöstra Frankrike.

## Biografi
Claude Arnulphy torde vara född i antingen Grenoble eller Lyon men även Aix-en-Provence förekommer som födelseort. Arnulphy var son till en konstnär i Paris vid namn Charles Arnulphy som ursprungligen härstammade från Nice i det italienska furstendömet Savojen. Han blev först utbildad i faderns verkstad och begav sig sedan till Rom för att studera under Benedetto Luti.
Arnulphy blev väl etablerad i Aix-en-Provence och hade en lång karriär i staden. Han var lärare åt Jean-François Pierre Peyron och Antoine Gibelin.
Arnulphys verk jämförs med Hyacinthe Rigauds och Nicolas de Largillières.
I februari 1732 gifte sig Arnulphy med Marguerite Aubaye och tillsammans hade de tio barn.
År 1765 öppnades en ny skola för tecknare, senare känd som École de dessin d'Aix-en-Provence, av Honoré Armand de Villars. Arnulphy blev anställd där som vicerektor och sedan som rektor. Arnulphy beklädde även andra offentliga ämbeten i staden, som exempelvis skattmästare.
Claude Arnulphy är begravd på Récollets kyrkogård i Aix-en-Provence.

## Bilder

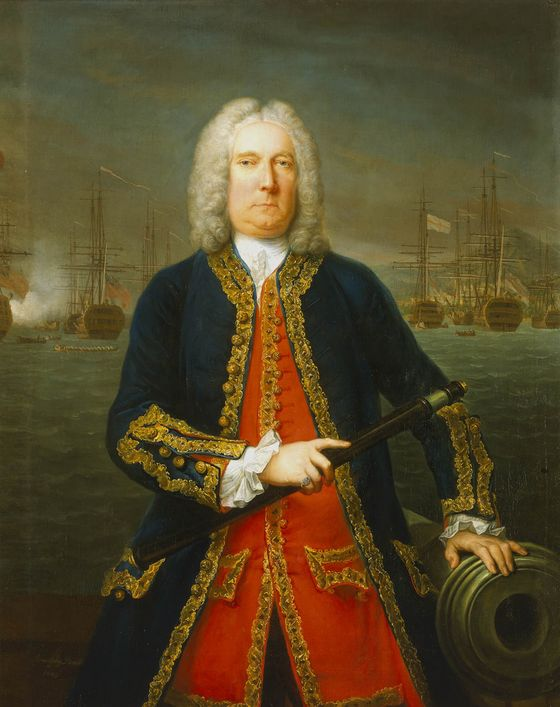
Amiral Thomas Mathews, 1743.
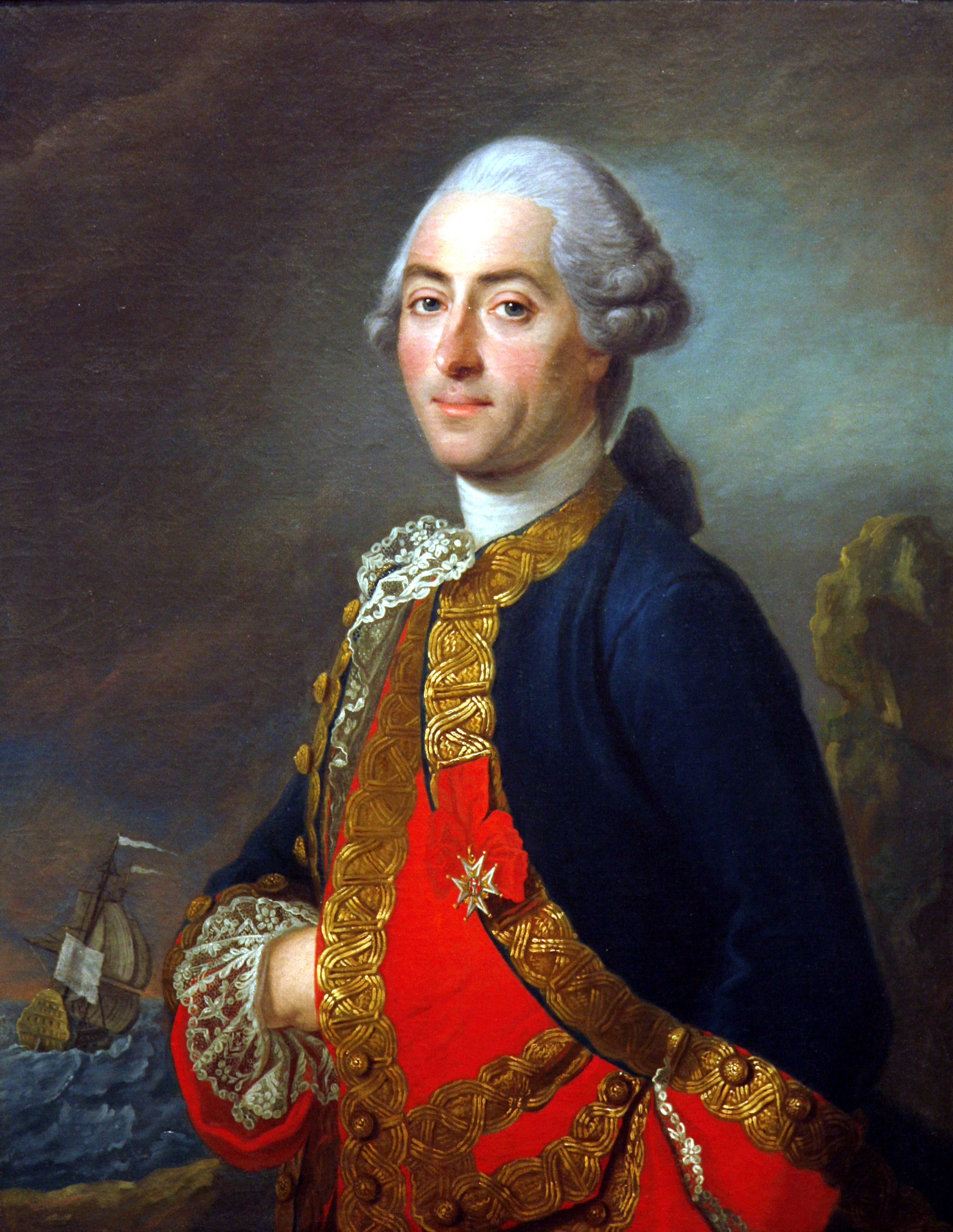
Amiral Louis-Philippe de Vaudreuil, 1750.